# Ouavoussé (Diabo)
Pour les articles homonymes, voir Ouavoussé.
Ouavoussé est une commune rurale située dans le département de Diabo de la province du Gourma dans la région de l'Est au Burkina Faso.

## Géographie
Ouavoussé est situé à 12 km au Sud-Ouest de Diabo, le chef-lieu du département, et à 12 km au Nord-Ouest de Saatenga.

## Santé et éducation
Le centre de soins le plus proche de Ouavoussé est le centre de santé et de promotion sociale (CSPS) de Diabo.